# Оксимець Андрій Григорович
Оксиме́ць Андрі́й Григо́рович (нар. 27 вересня 1974) — український футболіст, що виступав на позиції захисника. Після завершення кар'єри гравця розпочав роботу футбольного агента.

## Життєпис
Професійну кар'єру Андрій Оксимець розпочинав у алчевській «Сталі», де провів близько 5 років та відіграв більше 130 матчів. Впевнена гра молодого захисника привернула увагу тренерського штабу київського «Динамо» і Андрія запросили до столиці України. Втім зіграти бодай один матч у складі киян Оксимцю не довелося — футболіст здебільшого задовольнявся виступами за «Динамо-2». Після невдалого київського досвіду, Оксимець транзитом через донецький «Металург» опинився у «Кривбасі», разом з яким здобув два комплекти бронзових нагород. Однак травми та певна невизначеність у кар'єри призвели до того, що Андрію не вдавалося закріпитися у якійсь з команд і він змінював клуби чи не щосезону. Протягом 2004–2005 років Оксимець встиг пограти у чемпіонаті Казахстану, захищаючи кольори місцевих клубів «Єсиль-Богатир» та «Екібастузець». У 2006 році захисник повернувся на Батьківщину, приставши на пропозицію МФК «Миколаїв», що боровся на той час за підвищення у класі в другій лізі українського чемпіонату. Не без допомоги Оксимця задачу було успішно виконано. Загалом, у Миколаєві Андрій провів три сезони, після чого перейшов до лав футбольного клубу «Полтава», а півроку потому — до кіровоградської «Зірки». Цей сезон став останнім у кар'єрі футболіста. Цікаво, що формально він здобув у турнірі і «золото», і «срібло», виступачюи протягом року за обидві команди-медалістки.
Після завершення кар'єри гравця (з осені 2009 року) Андрій Оксимець продовжив займатися футбольними справами, але вже у ролі футбольного агента (ліцензія ФФУ № 061). Місцем роботи Оксимця стало агентство «S.V.S», створене колишніми футболістами Костянтином Сосенком, Олександром Венглинським та Олегом Сьомкою. Крім того, Андрій періодично брав участь у матчах ветеранів київського «Динамо».

## Досягнення
- Бронзовий призер чемпіонату України (2): 1998/99, 1999/00[4]
- Чемпіон першої ліги чемпіонату України (1): 2003/04
- Срібний призер першої ліги чемпіонату України (2): 1996/97, 2000/01
- Чемпіон другої ліги чемпіонату України (2): 2005/06, 2008/09[5]
- Срібний призер другої ліги чемпіонату України (1): 2008/09[5]
- Бронзовий призер другої ліги чемпіонату України (1): 1999/00